# La Fuensanta (Murcia)
La Fuensanta es una entidad de población española del municipio de Lorca, perteneciente a la Región de Murcia.

## Historia
Hacia mediados del siglo XIX, el lugar era referido como una aldea ya por entonces perteneciente al municipio de Lorca. Aparece descrito en el octavo volumen del Diccionario geográfico-estadístico-histórico de España y sus posesiones de Ultramar de Pascual Madoz con las siguientes palabras:

FUENTE-SAN ó PARROQUIA NUEVA: ald. dependiente del ayunt. de Lorca (3 y 1/2 leg.), en la prov. de Murcia (15 1/2), dióc. de Cartagena cuya silla reside en la cap. de prov., aud. terr. de Albacete (35), y c. g. de Valencia (46): sit. en el camino de herradura que de Murcia y Lorca va para Andalucia en la márg. der. del r. llamado Velez con buena ventilacion y clima sano, siendo las enfermedades mas frecuentes tercianas. Tiene unas 6 ú 8 casas y entre ellas la igl. parr. (Ntra. Sra. de la Asuncion) curato de entrada servido en la actualidad por un ecónomo á cuya felig. corresponden las dip. de Umbrias de Carreteros, Fontanares, Jarales, La Toba y parte de la de Ortillo. Confina la misma por el N. con el curato de Coy; E. con el de San Patricio de Lorca; S. con el del Puerto de Lumbreras, y O. con el Piar, anejo de Velez Blanco. El terreno de dicha felig. es todo montuoso y entrecortado siendo de inferior calidad el de Umbrias de Carreteros, Jarales y Tirieza y el de Suediana, La Toba y parte del Ortillo. Los caminos: son de herradura en la forma que queda espresado. La correspondencia se tiene que buscar en la cap. del part. prod.: trigo y cebada si los años abonan con las lluvias; críase algun ganado, siendo el mas preferido el cabrio, y hay caza de conejos, perdices y palomas. pobl.: en toda la felig. 352 vec., 1,559 alm. contr.: con su ayuntamiento. (V.)
(Madoz, 1847, pp. 207-208)

En 2023, la entidad singular de población de La Fuensanta tenía empadronados 526 habitantes, 515 de ellos en el núcleo de población de Parroquia de La Fuensanta y 11 en diseminado.